# Protoichthyosaurus
Protoichthyosaurus es un género extinto de ictiosaurio que vivió durante el Jurásico Inferior en el sur de Inglaterra. Se han descrito dos especies, la especie tipo P. prostaxalis nombrada por Robert Appleby en 1979 - y P. applebyi. Una tercera especie, P. prosostealis, fue nombrada por Appleby, pero fue retirada del género en 2017 debido a su similitud con Ichthyosaurus. El género Protoichthyosaurus fue sinonimizado con Ichthyosaurus por Maisch y Hungerbuhler en 1997, y de nuevo por Maisch y Matzke en 2000. Sin embargo, un análisis publicado en 2017 por Dean Lomax y colaboradores determinó que era distinto, y fue separado de Ichthyosaurus tomando en cuenta las diferencias en la disposición y forma de las osificaciones carpales, así como la ausencia del quinto dígito. Sus especies probablemente vivieron durante la época del Hettangiense, pero pudieron haber vivido tan tempranamente como el Rhaetiense y tan tardíamente como el Sinemuriense.
Las especies pertenecientes al género eran de tamaño mediano, midiendo P. prostaxalis no más de 2.5 metros de largo y alcanzando P. applebyi 2 metros como mucho. P. prostaxalis puede ser distinguido de P. applebyi y de otros ictiosaurios por su maxilar grande, alto y triangular maxilla que se extiende más allá de los huesos nasales en su extremo frontal; un hueso postorbital verticalmente corto pero grueso; y un hueso lacrimal que tiene una proyección dirigida hacia arriba que es más larga que la proyección dirigida hacia adelante. Entre tanto, P. applebyi se caracteriza por su postorbital estrecho y en forma de media luna; un maxilar bajo; el hueso nasal alcanza el frente del maxilar; el lacrimal posee una proyección delantera con la misma longitud o superior que la proyección dirigida hacia arriba; y la presencia de una proyección superior en forma de plato en el húmero.